# Tomoya Fukumoto
Tomoya Fukumoto (福元 友哉 Fukumoto Tomoya?), född 17 juli 1999 i Kanagawa prefektur, är en japansk fotbollsspelare.
Fukumoto började sin karriär 2018 i Fagiano Okayama.